# Power Windows
Power Windows es el título del undécimo álbum grabado en estudio por la agrupación canadiense de rock progresivo Rush, siendo el primero que la banda graba íntegramente con tecnología digital y fue editado simultáneamente en formatos LP, CD y casete. Alcanzó la categoría de disco de oro en ventas el 18 de diciembre de 1985 y la de platino el 27 de enero de 1986. Power Windows llegó a la posición 10 en la lista de popularidad "Billboard 200" y el título del álbum es un juego de palabras, ya que traducido literalmente al español, significa "ventanas de poder", haciendo referencia al tema central del álbum: el poder, en sus diversas manifestaciones. Sin embargo, en idioma inglés, el término se utiliza comúnmente para referirse a los alzavidrios eléctricos de los automóviles.

## Estilo
Con Power Windows, Rush introduce más sintetizadores en su sonido, al tiempo que agrega una percusión más precisa y una ejecución en la guitarra más depurada. Rasgueos cortos y sonoros, como "golpes" de sonoridad, son más comunes en el sonido de la guitarra que frases convencionales o solos virtuosos. Como resultado, el sonido es más abierto y dinámico, pero a la vez más sobrio. Como conjunto, Power Windows representa el pináculo del período "electrónico" de Rush.
La lírica del álbum se enfoca principalmente en las diversas manifestaciones del poder, bien de manera evidente -armas nucleares- o a nivel personal -frustración por la falta individual de poder-. Por ejemplo, el tema Manhattan Project explora los orígenes y consecuencias del desarrollo de la bomba atómica por parte del gobierno de los Estados Unidos. Territories trata sobre el nacionalismo alrededor del mundo. Middletown Dreams explora el tema de la monotonía suburbana -como en Subdivisions, del álbum "Signals" (1982)- de un personaje común y corriente que busca escapar de ella, aunque sea temporalmente.
The Big Money es una mezcla de sintetizadores, líneas melódicas en el bajo y potentes frases en la guitarra, como en la mayoría de las canciones de Rush de ese periodo. Líricamente, Neil Peart reflexiona sobre el poder de las grandes fortunas y la colosal magnitud del comercio en la moderna economía global, especialmente durante la década de los años 80. El título del tema está inspirado en una novela del mismo nombre escrita por John Dos Passos, a quien Peart cita frecuentemente como uno de sus autores favoritos.

## Lista de canciones
Lado A
1. "The Big Money" (5:36)
2. "Grand Designs" (5:05)
3. "Manhattan Project" (5:05)
4. "Marathon" (6:09)

Lado B
1. "Territories" (6:19)
2. "Middletown Dreams" (5:15)
3. "Emotion Detector" (5:10)
4. "Mystic Rhythms" (5:54)

## Músicos
- Geddy Lee: Voz, Bajo, Sintetizadores y Pedales
- Alex Lifeson: Guitarras eléctricas y acústicas
- Neil Peart: Batería, percusión acústica y electrónica
- Andy Richards: Sintetizadores y programación
- Anne Dudley: Arreglos y dirección de orquesta de cuerdas, grabada en los Estudios Abbey Road de Londres, Reino Unido
- Andrew Jackman: Arreglos y dirección de Coro, grabado en los Estudios Angel Studios de Londres, Reino Unido